# IC 3677
IC 3677 је елиптична галаксија у сазвјежђу Береникина коса која се налази на листи објеката дубоког неба у Индекс каталогу.
Деклинација објекта је + 20° 53' 8" а ректасцензија 12h 42m 11,8s. Привидна величина (магнитуда) објекта IC 3677 износи 16,0 а фотографска магнитуда 17,0. IC 3677 је још познат и под ознакама NPM1G +21.0332, PGC 1638014.